# أليكس بلدسو
أليكس بلدسو (بالإنجليزية: Alex Bledsoe)‏ (3 فبراير 1963، تينيسي في الولايات المتحدة)؛ روائي أمريكي.